# 篠路神社
篠路神社（しのろじんじゃ）は、北海道札幌市北区篠路4条7丁目2番にある神社である。旧社格は村社。

## 祭神
- 天照大御神（あまてらすおおみかみ） – 1901年（明治34年）増祀[1]。
- 品陀別大神（ほんだわけのおおかみ） – 最初の祭神。
- 保食神（うけもちのかみ） – 1901年（明治34年）増祀[1]。
- 菅原道真公（すがわらみちざねこう） – 合祀された烈々布天満宮・太平神社の祭神[1]。
- 大物主神（おおものぬしのかみ） – 合祀された山口金刀比羅宮の祭神[1]。
- 崇徳天皇（すとくてんのう） – 合祀された山口金刀比羅宮の祭神[1]。
- 天香山命（あめのかぐやまのみこと） – 合祀された拓北伊夜日子神社の祭神[1]。

## 歴史
- 1855年（安政2年） – 荒井金助により江戸若宮八幡の神霊を氏神とした若宮八幡を創祀[2]。
- 1857年（安政4年） – 荒井金助により篠路八幡社として社殿を造営[1]。
- 1875年（明治10年）8月 – 和鏡（稲村藤原吉長の銘あり）を奉納[1]。
- 1882年（明治15年） – 北海道産ヤチダモ材により本殿（流造）を建立[1]。
- 1901年（明治34年）
  - 1月28日 – 祭神2柱（伊勢両宮）を増祀[1]。
  - 9月 – 公認される[1]。
- 1927年（昭和2年）8月 – 村社となる[2]。
- 1936年（昭和11年）9月17日 – 御鎮座八十年祭を執行。神饌幣帛料指定神社となる[1]。
- 1946年（昭和21年）4月20日 – 宗教法人となる[1]。
- 1956年（昭和31年）9月18日 – 百年祭を執行。社殿改修、社務所改築[1]。
- 1966年（昭和41年）12月5日 – 烈々布天満宮を合祀[1]。
- 1968年（昭和43年）9月1日 – 山口金刀比羅宮を合祀[1]。
- 1972年（昭和47年）9月7日 – 太平神社を合祀[1]。
- 1979年（昭和54年）11月3日 – 拓北伊夜日子神社を合祀[1]。
- 1980年（昭和55年）9月26日 – 社殿と社務所を改築[1]。

## 碑
平和顕彰碑
1947年（昭和22年）建立。戦没者慰霊と永久平和を祈願して。
元は忠魂碑だったが、太平洋戦争終結後にGHQの命によっていったん撤去され、表面の刻字を削り取って改造の後に再建立された経緯がある。
裏側には副碑のように開拓功労者・戦没者合祀芳名碑が建つ。
馬魂碑
1950年（昭和25年）5月、篠路村馬産振興会が上篠路209番地に建立。1970年（昭和45年）、境内に移設。
篠路ペルシュロンの名を高めたアニー・ヴヰリュー・第3啓春・第2コーガル・バンクの5頭が祀られている。
北区歴史と文化の八十八選の「4.農村文化発祥の道〈太平・篠路コース〉」に属する「74.篠路神社の馬魂碑」として選定されている。
力士・小松山之碑
明治時代中期に篠路村で活躍した素人力士の下山松太郎を顕彰した碑。
北区歴史と文化の八十八選の「73.力士・小松山之碑」として選定されている。

## 篠路獅子舞
富山県出身の開拓者たちによって伝えられた獅子舞。かつては「烈々布獅子舞」と呼ばれ、烈々布天満宮の春秋の祭りで演じられていた。正確な起源は不明だが、同天満宮が創祀された1899年（明治32年）ころにはすでに演じられていたという。
1966年（昭和41年）、烈々布天満宮が篠路神社に合祀されたことに伴い、「篠路獅子舞」と改称された。
獅子は頭から尾まで6メートルという大振りのもので、8人で操る。舞は全部で4種類。よく似た由来の丘珠神社の獅子が雄であるのに対し、篠路の獅子は雌であり、優雅に舞うといわれる。
北区歴史と文化の八十八選の「72.篠路獅子舞」として選定されている。

## 境外末社
- 中沼神社（なかぬまじんじゃ） – 天照皇大神（あまてらすすめおおかみ）、天香山命
- 福移神社（ふくいじんじゃ） – 天照皇大神
- 十軒神明宮（じっけんしんめいぐう） – 天照皇大神
- 茨戸天満宮（ばらとてんまんぐう） – 菅原道真公

## ギャラリー

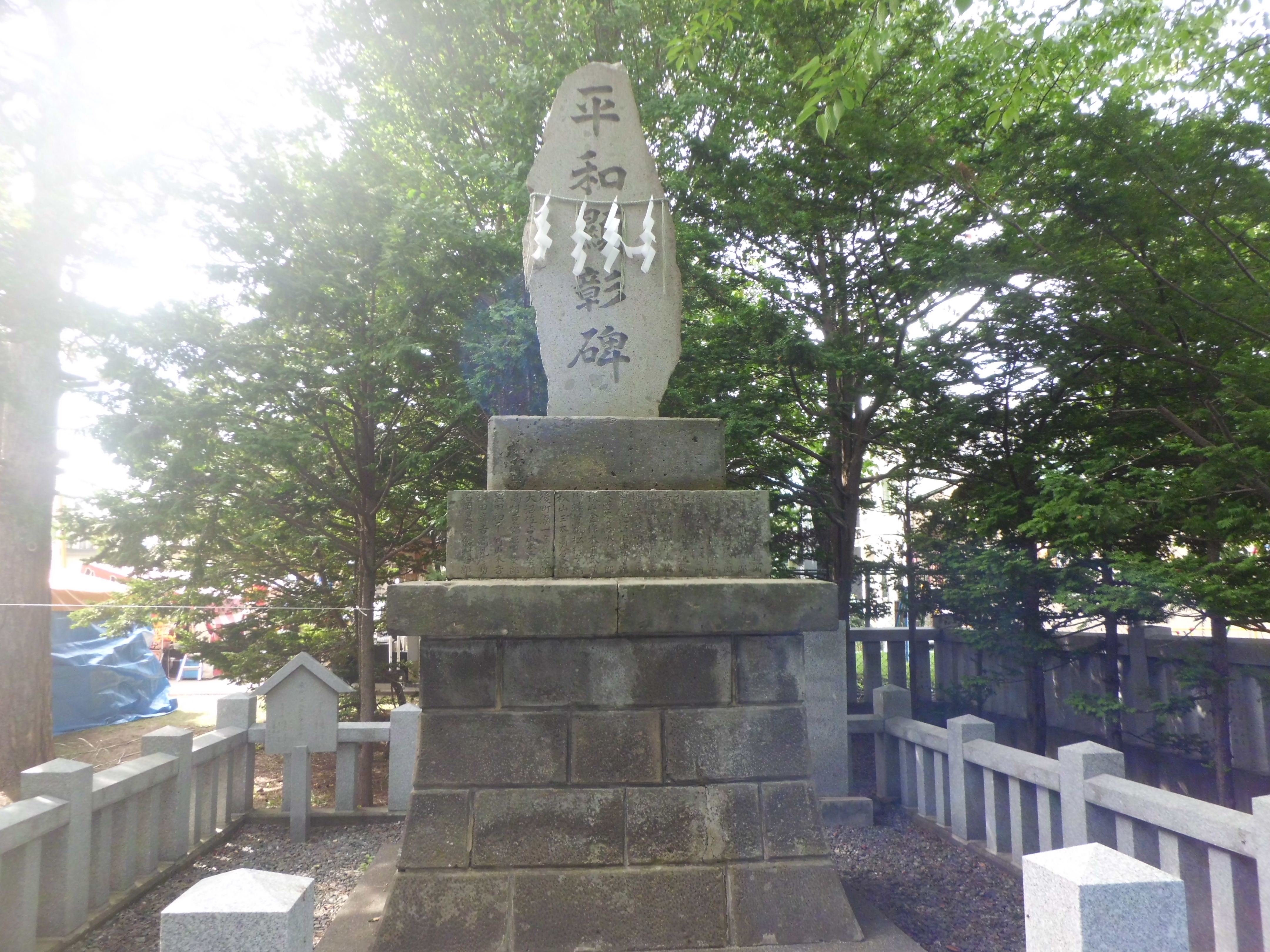
平和顕彰碑
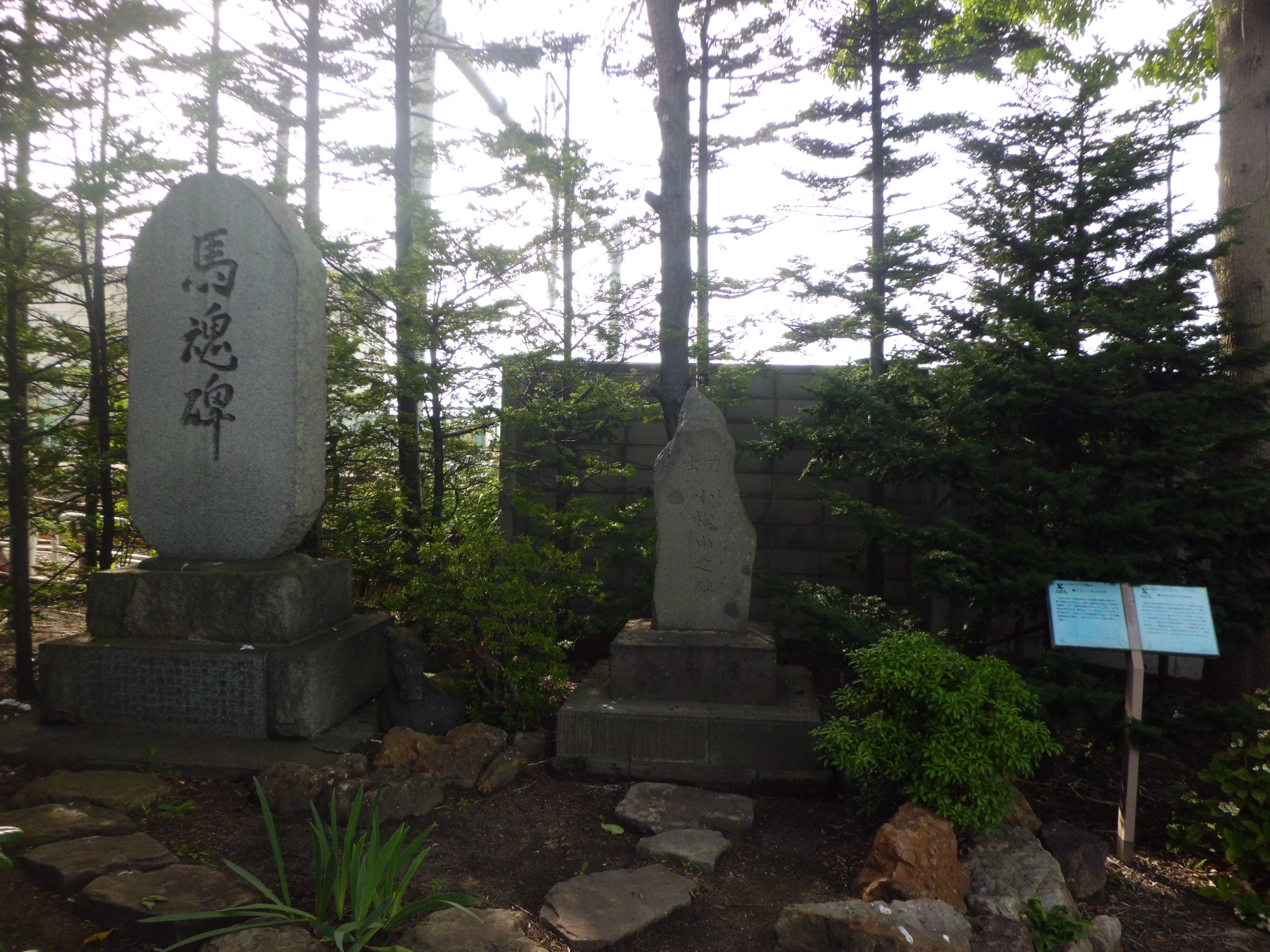
馬魂碑（左）、力士・小松山之碑（右）
- 篠路獅子舞 2015年
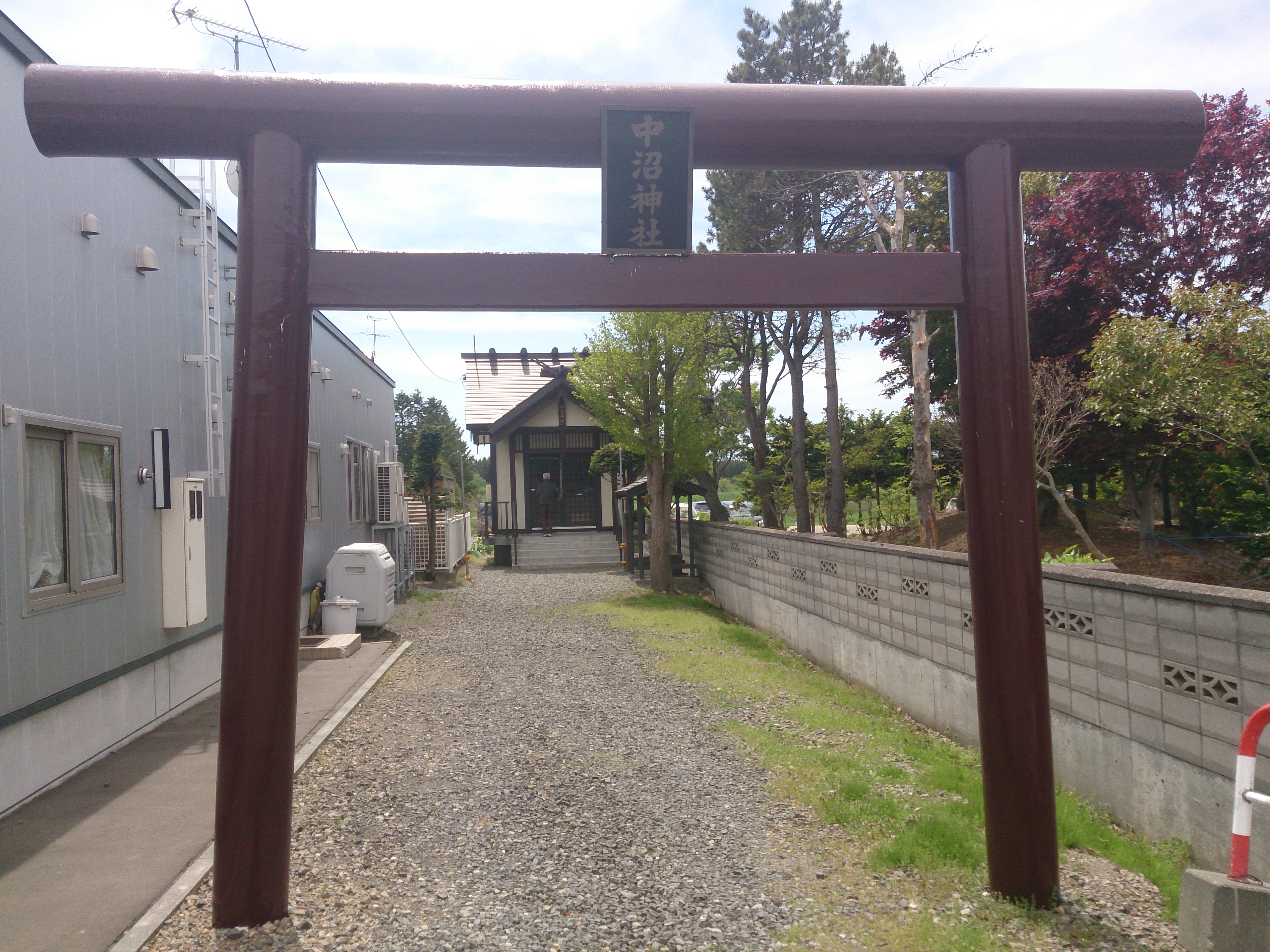
中沼神社
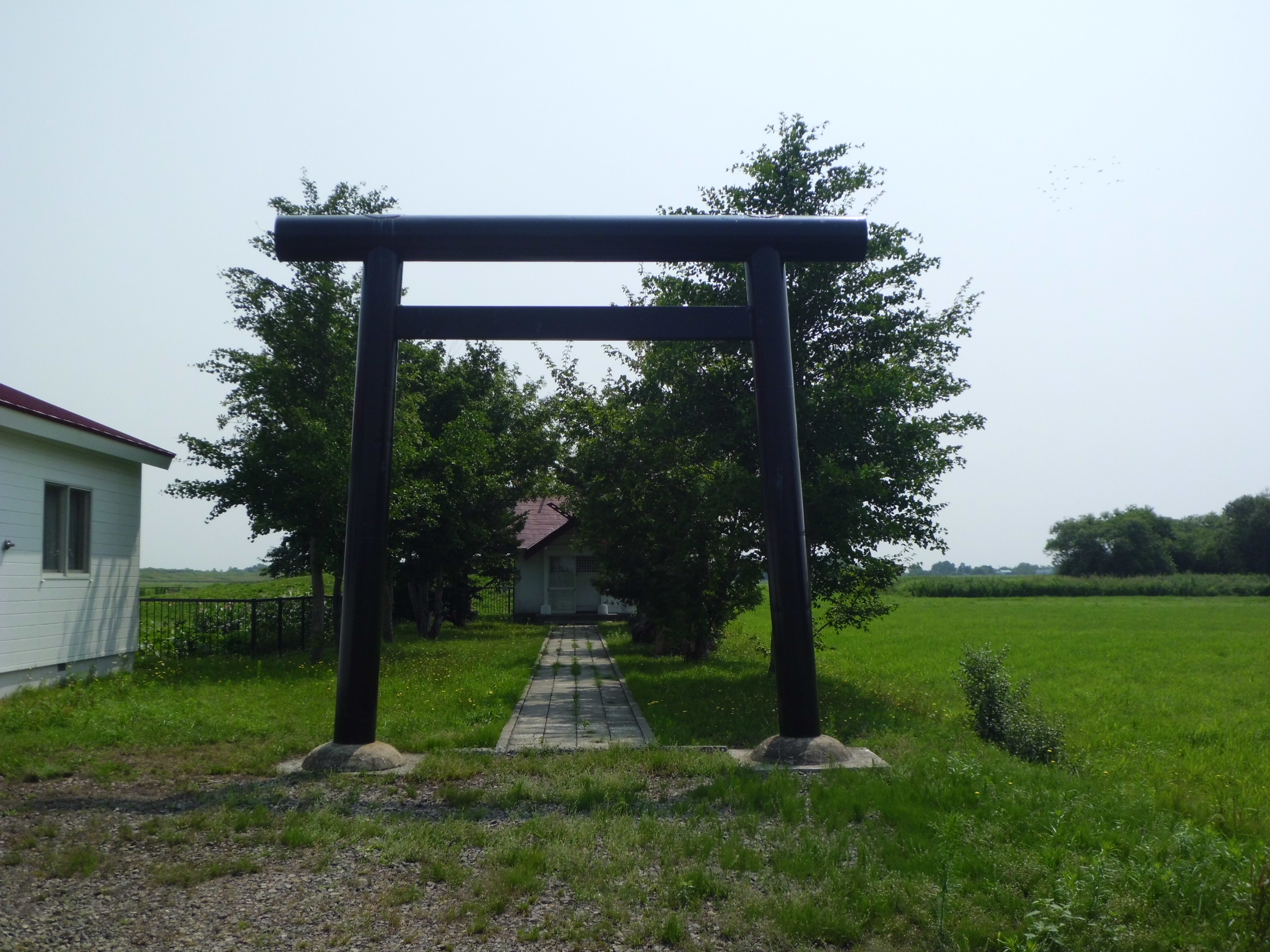
福移神社
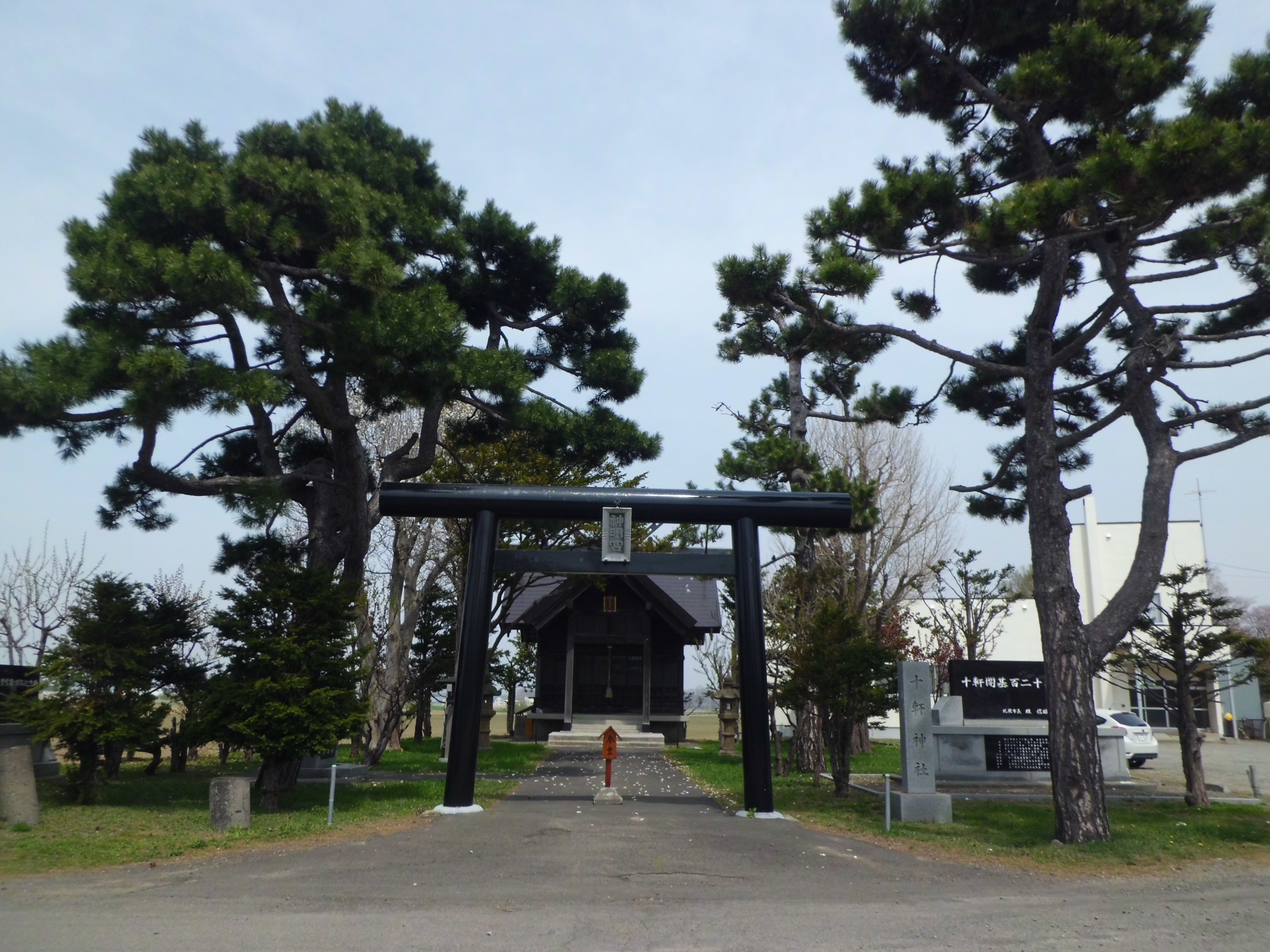
十軒神明宮
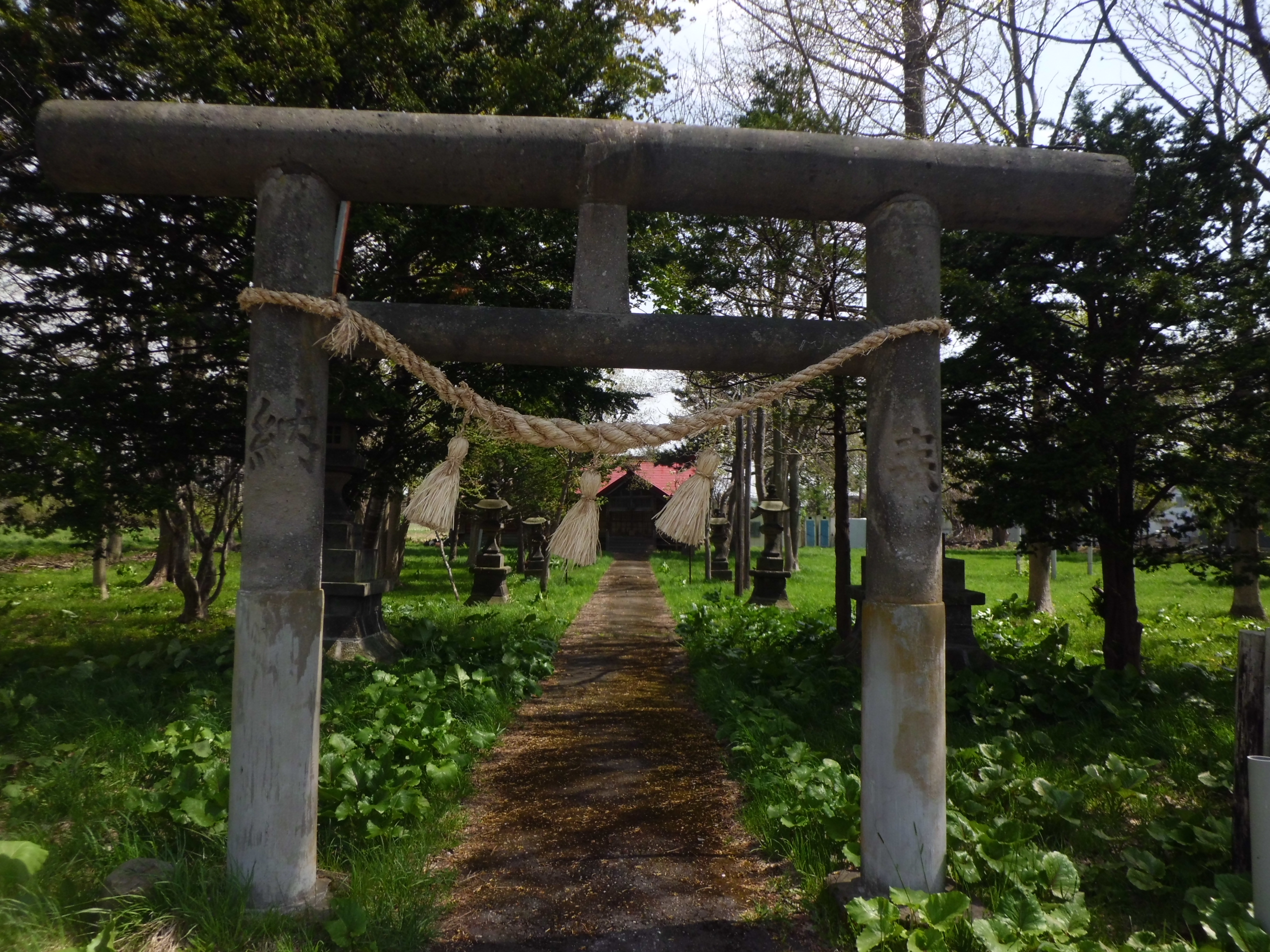
茨戸神社